# Rød sne
Rød sne er sne, der har en farvet overflade, og som skyldes grønalgen Chlamydomonas nivalis. Farven ses normalt mest i slutningen af vinterperioden, og den kommer fra et karotenoid-pigment (astaxanthin) som beskytter algen mod stråling. Dette pigment producerer algen i perioder med høj lysintensitet og nitrogen-mangel.